# Romano Comincioli
Romano Comincioli (Venezia, 10 novembre 1935 – Milano, 14 giugno 2011) è stato un dirigente d'azienda e politico italiano, Senatore della Repubblica per tre legislature nelle file del Popolo della Libertà.

## Biografia
Compagno di scuola di Silvio Berlusconi, ne divenne poi collaboratore sia in ambito imprenditoriale, in Fininvest e Publitalia, che politico, in Forza Italia e nel Popolo delle Libertà. Venne imputato a Roma per i suoi rapporti con la banda della Magliana, poi assolto. Accusato poi di bancarotta fraudolenta, è stato latitante per alcune settimane. Socio con Biagio Grappeggia in Nautica 90, industria del settore diporto svolge attività d'industriale. Infine imputato nel processo per le fatture false di Publitalia '80. È stato senatore per tre legislature.
Nella XIV Legislatura, fra il 2001 e il 2006, è stato membro della commissione permanente al Senato per l'Agricoltura e la produzione agroalimentare e di quella di controllo degli enti gestori della previdenza. Il 6 maggio 2006 è stato nominato questore del Senato della Repubblica, è stato inoltre componente del comitato direttivo del suo partito.
È morto il 14 giugno 2011 a 75 anni all'ospedale San Raffaele di Milano, dove era da tempo ricoverato.